# Zeidora nesta
Zeidora nesta is een slakkensoort uit de familie van de Fissurellidae. De wetenschappelijke naam van de soort werd voor het eerst geldig gepubliceerd in 1890 door Henry Augustus Pilsbry.